# Аліджанов Назім Незір-огли
Назім Незір-огли Аліджанов (азерб. Nazim Nəzir oğlu Əlicanov; нар. 26 липня 1970, Ґах, Азербайджанська РСР) — радянський, молдовський і азербайджанський борець вільного стилю, чемпіон Європи, учасник Олімпійських ігор.

## Життєпис
Боротьбою почав займатися з 1983 року. У 1988 році став чемпіоном СРСР і серед кадетів і серед юніорів. Того ж року у складі збірної команди СРСР потрапив на чемпіонат світу серед юніорів, де став бронзовим призером. 1991 року на Спартакіаді народів СРСР став срібним медалістом. Срібний призер останнього чемпіонату СРСР 1991 року.
Після розпаду СРСР виступав за збірну Азербайджану. У 1996-99 роках захищав кольори збірної Молдови. У її складі взяв участь в літній Олімпіаді 1996 року в Атланті, став чемпіоном Всесвітніх ігор військовослужбовців 1999 року в Загребі. Після цього знову повернувся до збірної Азербайджану, де здобув основні свої нагороди — у 2001 році виграв Чемпіонат світу серед військовослужбовців, а наступного року став чемпіоном Європи.
В Азербайджані виступав за борцівський клуб ЦСКА, Баку. Тренери — Ельман Алімзаде, Октай Гусейнов.
Після завершення активних виступів на борцівському килимі перейшов на тренерську роботу. У 2007—2009 роках був головним тренером команди з жіночої боротьби національної збірної Азербайджану.

## Спортивні результати на міжнародних змаганнях

### Виступи на Олімпіадах
| Змагання                    | Збірна  | Вагова категорія          | Місце |
| --------------------------- | ------- | ------------------------- | ----- |
| Літні Олімпійські ігри 1996 | Молдова | вільна боротьба, до 57 кг | 14    |

### Виступи на Чемпіонатах світу
| Змагання                        | Збірна      | Вагова категорія          | Місце |
| ------------------------------- | ----------- | ------------------------- | ----- |
| Чемпіонат світу з боротьби 1994 | Азербайджан | вільна боротьба, до 57 кг | 11    |
| Чемпіонат світу з боротьби 1995 | Азербайджан | вільна боротьба, до 57 кг | 18    |
| Чемпіонат світу з боротьби 1997 | Молдова     | вільна боротьба, до 54 кг | 17    |

### Виступи на Чемпіонатах Європи
| Змагання                         | Збірна      | Вагова категорія          | Місце  |
| -------------------------------- | ----------- | ------------------------- | ------ |
| Чемпіонат Європи з боротьби 1994 | Азербайджан | вільна боротьба, до 57 кг | 5      |
| Чемпіонат Європи з боротьби 1996 | Молдова     | вільна боротьба, до 57 кг | 7      |
| Чемпіонат Європи з боротьби 2000 | Азербайджан | вільна боротьба, до 58 кг | 10     |
| Чемпіонат Європи з боротьби 2001 | Азербайджан | вільна боротьба, до 58 кг | 9      |
| Чемпіонат Європи з боротьби 2002 | Азербайджан | вільна боротьба, до 55 кг | Золото |
| Чемпіонат Європи з боротьби 2003 | Азербайджан | вільна боротьба, до 60 кг | 15     |

### Виступи на Кубках світу
| Змагання                    | Збірна      | Вагова категорія          | Місце |
| --------------------------- | ----------- | ------------------------- | ----- |
| Кубок світу з боротьби 2004 | Азербайджан | вільна боротьба, до 60 кг | 0     |

### Виступи на інших змаганнях
| Змагання                                                          | Збірна      | Вагова категорія          | Місце  |
| ----------------------------------------------------------------- | ----------- | ------------------------- | ------ |
| Всесвітні ігри військовослужбовців 1999                           | Молдова     | вільна боротьба, до 58 кг | Золото |
| Олімпійський кваліфікаційний турнір з боротьби 2000 (Лейпциг)     | Азербайджан | вільна боротьба, до 58 кг | 7      |
| Олімпійський кваліфікаційний турнір з боротьби 2000 (Александрія) | Азербайджан | вільна боротьба, до 58 кг | 5      |
| Чемпіонат світу з боротьби серед військовослужбовців 2001         | Азербайджан | вільна боротьба, до 58 кг | Золото |
| Чемпіонат світу з боротьби серед військовослужбовців 2003         | Азербайджан | вільна боротьба, до 60 кг | Срібло |
| Турнір Алі Алієва 2011                                            | Азербайджан | вільна боротьба, до 84 кг | 23     |

### Виступи на змаганнях молодших вікових груп
| Змагання                                      | Збірна | Вагова категорія          | Місце  |
| --------------------------------------------- | ------ | ------------------------- | ------ |
| Чемпіонат світу з боротьби серед юніорів 1988 | СРСР   | вільна боротьба, до 50 кг | Бронза |